# Элеонора Старшая
Элеоно́ра Старшая (нем. Ältere Eleonora), или Элеоно́ра А́нна Мари́я Гонза́га (нем. Eleonore Anna Maria Gonzaga, итал. Eleonora Anna Maria Gonzaga, чеш. Eleonora Anna Maria Gonzagová, венг. Eleonóra Anna Maria Gonzaga; 23 сентября 1598, Мантуя, Мантуанское герцогство — 27 июня 1655, Вена, Австрийское эрцгерцогство) — принцесса из дома Гонзага, урождённая принцесса Мантуанская и Монферратская, дочь Винченцо I, герцога Мантуи и Монферрато. Вторая жена императора Фердинанда II; в замужестве — императрица Священной Римской империи, королева Германии, королева Венгрии и королева Чехии, эрцгерцогиня Австрийская.
При ней имперский двор в Вене стал одним из центров европейской барочной музыки. Как и супруг, императрица Элеонора была сторонницей контрреформации.

## Биография

### Семья и ранние годы

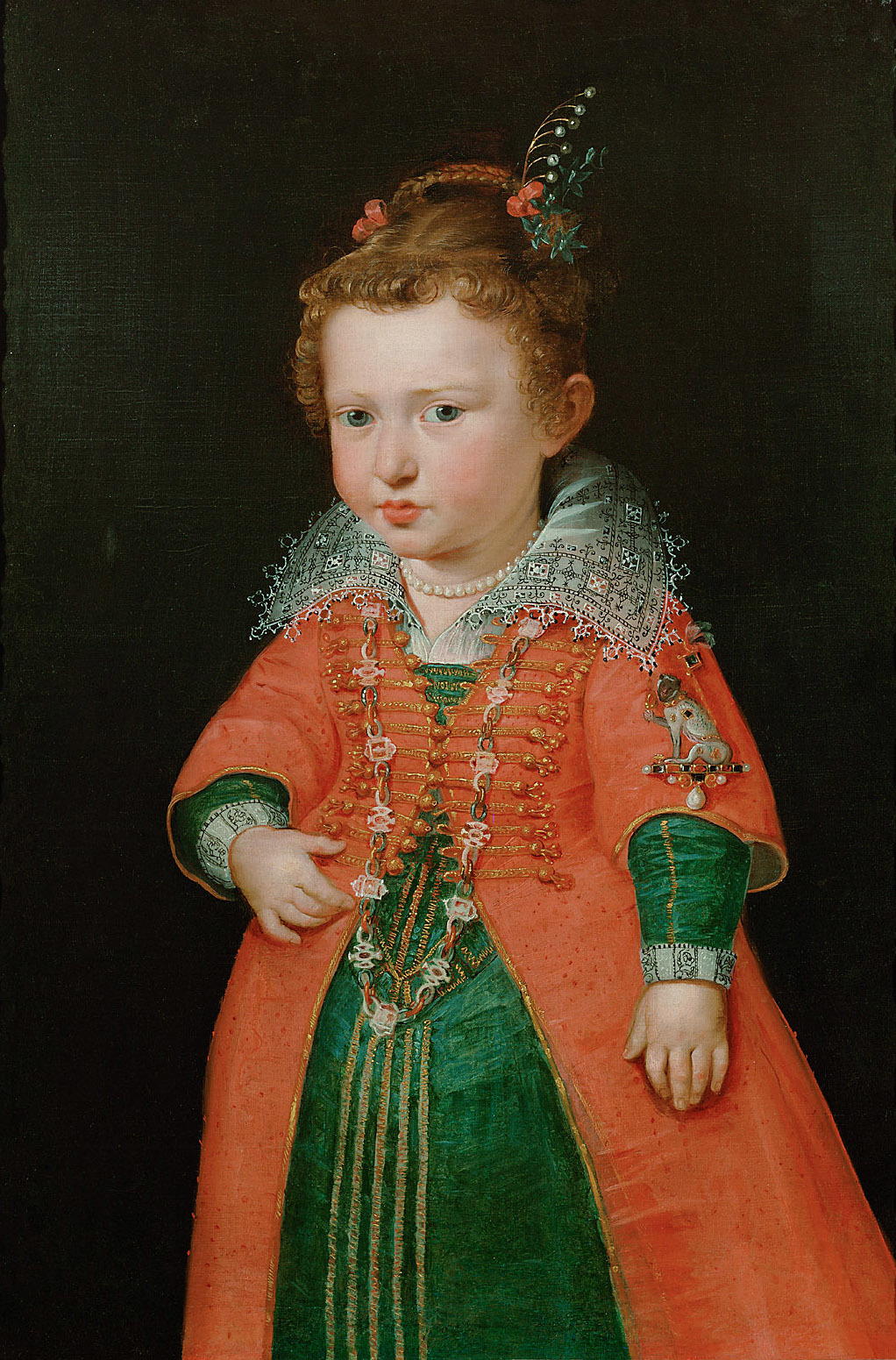
Детский портрет предположительно кисти Рубенса (1600/1601)

Элеонора Анна Мария родилась в Мантуе 23 сентября 1598 года. Она была младшей дочерью Винченцо I, герцога Мантуи и Монферрато и Элеоноры Тосканской, принцессы из дома Медичи. Родители принцессы были двоюродными братом и сестрой. Она приходилась внучкой по линии отца — Гульельмо I, герцогу Мантуи и Монферрато и Элеоноре Австрийской, эрцгерцогине из дома Габсбургов, по линии матери — Франческо I, великому герцогу Тосканы и Иоганне Австрийской, эрцгерцогине из дома Габсбургов. Обе бабушки принцессы были родными сёстрами. Она также приходилась племянницей Марии, королевы Франции.
Вскоре после рождения, 22 ноября 1598 года в базилике святой Варвары при герцогском дворце принцессу крестили с именами Элеоноры Анны Марии. Обряд крещения провёл Франциск, епископ Мантуи, в миру Аннибале Гонзага. Восприемниками принцессы стали Фердинанд, герцог Штирии, её будущий муж, которого на крестинах представлял Якоб Прандтнер, и Маргарита, королева Испании.
Раннее детство Элеонора провела при герцогском дворе в Мантуе, бывшим одним из центров европейской культуры и науки. Когда ей исполнилось десять лет, воспитание принцессы было доверено её тёте Маргарите Барбаре, вдовствующей герцогине Феррарской и Моденской, которая жила в основанном ею же монастыре святой Урсулы в Мантуе. Маргарита Барбара проследила за тем, чтобы племянница получила хорошее образование. Курс дисциплин, которые преподавали принцессе включал языки, историю, музыку и живопись. Большое влияние на Элеонору также оказала религиозность тёти, которая выражалась в делах благочестия и милосердия.
В 1610 году Винченцо I начал переговоры о браке двенадцатилетней дочери с Маркантонио IV, герцогом и князем Палиано из дома Колонна. Несмотря на предложенное за невестой приданое в сто тридцать тысяч скудо, переговоры завершились ничем из-за предыдущей договорённости дома Колонна о браке с представительницей дома Дориа. Переговоры о браке Элеоноры с Виктором Амадеем, наследным принцем из Савойского дома также не принесли результата. Жених потребовал больших территориальных приобретений в качестве приданого невесты, на что дом Гонзага ответил отказом. Винченцо I умер в 1612 году, не успев выдать дочь замуж.

### Брак

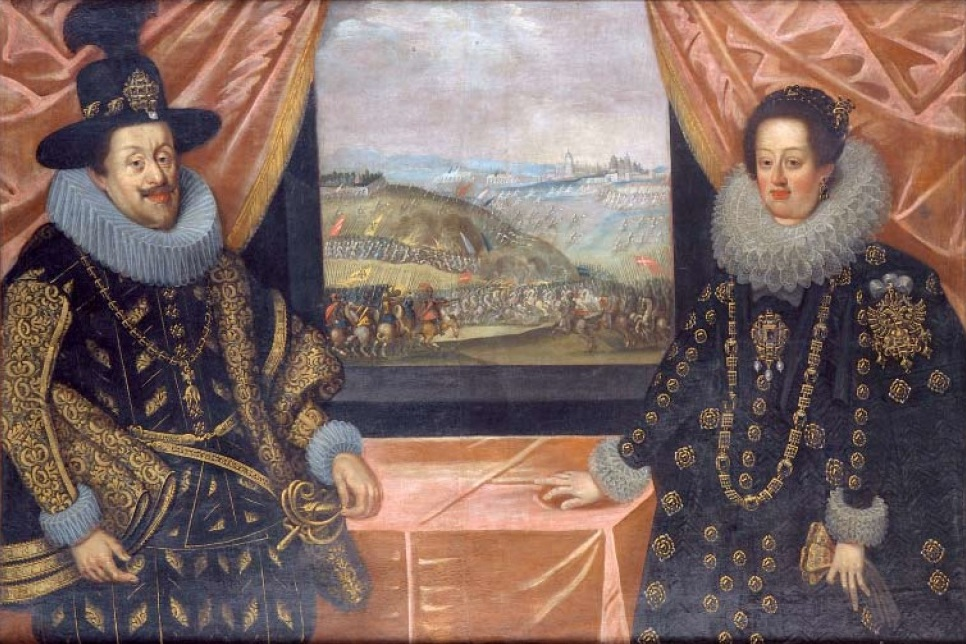
Портрет Фердинанда и Элеоноры кисти Сустерманса (1628/1630)

В июле 1621 года император-вдовец Фердинанд II направил в Мантую тайного советника барона Иоганна Ульриха фон Эггенберга, поручив ему вести переговоры о своём браке с Элеонорой. Ранее он был женат на Марии Анне Баварской, от которой имел двух сыновей и двух дочерей. Юристы смогли получить разрешение Святого Престола на брак императора с родственницей, которая к тому же приходилась ему крестной дочерью. 21 ноября 1621 года был составлен брачный контракт, условия которого повторяли положения контракта императора с первой супругой, и в тот же день в базилике святой Варвары при герцогском дворце в Мантуе был заключён брак по доверенности.
Свадебные торжества состоялись в Инсбруке 2 февраля 1622 года и носили скромный характер. Фердинанд и Элеонора, которую сопровождали родственники, обвенчались в имперской дворцовой капелле. В качестве свадебного подарка невеста получила от жениха бриллиант с жемчугом стоимостью в тридцать тысяч дукатов; ещё восемнадцать тысяч флоринов ей преподнесли подданные супруга из графства Тирольского. Спустя два дня после бракосочетания молодожёны и гости участвовали в богослужении в монастыре сервиток, где приняла монашество Анна Катерина, вдовствующая графиня Тирольская — ещё одна тётя Элеоноры. Она умерла за год до свадьбы племянницы. Ещё через два дня, родственники Элеоноры, получив от императора подарки, отбыли в Мантую, а сами молодожёны на следующий день после этого выехали в Вену.
Несмотря на большую разницу в возрасте, брак оказался счастливым. Общих детей у супругов не было, но Элеонора смогла завязать доверительные отношения со всеми своими пасынками и падчерицами. Особенно сильное влияние она оказала на формирование младшего пасынка, которому привила вкус к искусству и литературе. Как и муж, она была глубоко религиозным человеком и сторонницей контрреформации, покровительствовала церквям и монастырям, уделяла большое внимание делам милосердия. Духовниками императора и императрицы были иезуиты. Оба увлекались охотой и музыкой. Впоследствии император пересмотрел брачный контракт в пользу супруги.

### Императрица и королева
Сразу по прибытии в Вену после свадьбы, Элеонора выучила немецкий язык. Она приняла на работу слуг предыдущей императрицы, отослав большую часть прибывшей с ней прислуги обратно на родину. Фердинанд подарил жене поместье Фаворита, которое ранее принадлежало его покойной супруге. Позднее она также получила во владение дворцы Лаксенбург и Шёнбрунн.
В Пресбурге 26 июля 1622 года Элеонора была коронована как королева Венгрии, 21 ноября 1627 года в Праге её короновали как королеву Чехии, и 7 ноября того же года в Регенсбурге состоялась её коронация как императрицы Священной Римской империи и королевы Германии. Церемония прошла в соборе святого апостола Петра.  
Элеонора не интересовалась политикой, но старалась быть хорошей императрицей для своих подданных. Она часто сопровождала супруга на встречи с имперскими выборщиками и главами государств империи. Среди многочисленных пожертвований, сделанных ею церкви, было строительство капеллы Мадонны Лоретанской в церкви августинцев в Вене. Освящённая 9 сентября 1627 года, часовня стала второй капеллой имперского двора. При ней был устроен склеп, в котором хранились урны с сердцами умерших членов дома Габсбургов. По благословению папы Урбана VIII императрица построила в Вене монастырь босых кармелитов, которому завещала восемьдесят тысяч флоринов на молитвы о спасении её души после смерти. Вместе с мужем она основала ещё один монастырь босых кармелитов в Вене и покровительствовала братству, занимавшемуся поминовением и погребением умерших бездомных и оказанием помощи неимущем. Также императрица поддерживала, основанный ею, монастырь кармелитов в Граце.
Оказывая помощь подданным, Элеонора не отказывала в ней и соотечественникам, которые прибывали ко двору императрицы. Особенным покровительством Элеоноры пользовались итальянские музыканты и танцоры. Она способствовала превращению имперского двора в Вене в центр европейской барочной музыки. При ней была заложена традиция ставить при дворе оперы и балеты во время торжеств в семье императора. Первой такой постановкой стал спектакль в день рождения Фердинанда II в 1625 году. С этой целью в Хофбурге был построен большой деревянный зал.
Тяжёлым потрясением для Элеоноры стала война, начавшаяся после смерти её братьев, не оставивших наследников мужского пола. Во время этой войны, между императором, королём Испании и герцогом Савойи со одной стороны и королём Франции, дожем Венеции и герцогом Мантуи и Монферрато с другой стороны, имперская армия захватила и разграбила Мантую — родной город императрицы.

### Вдовство и поздние годы

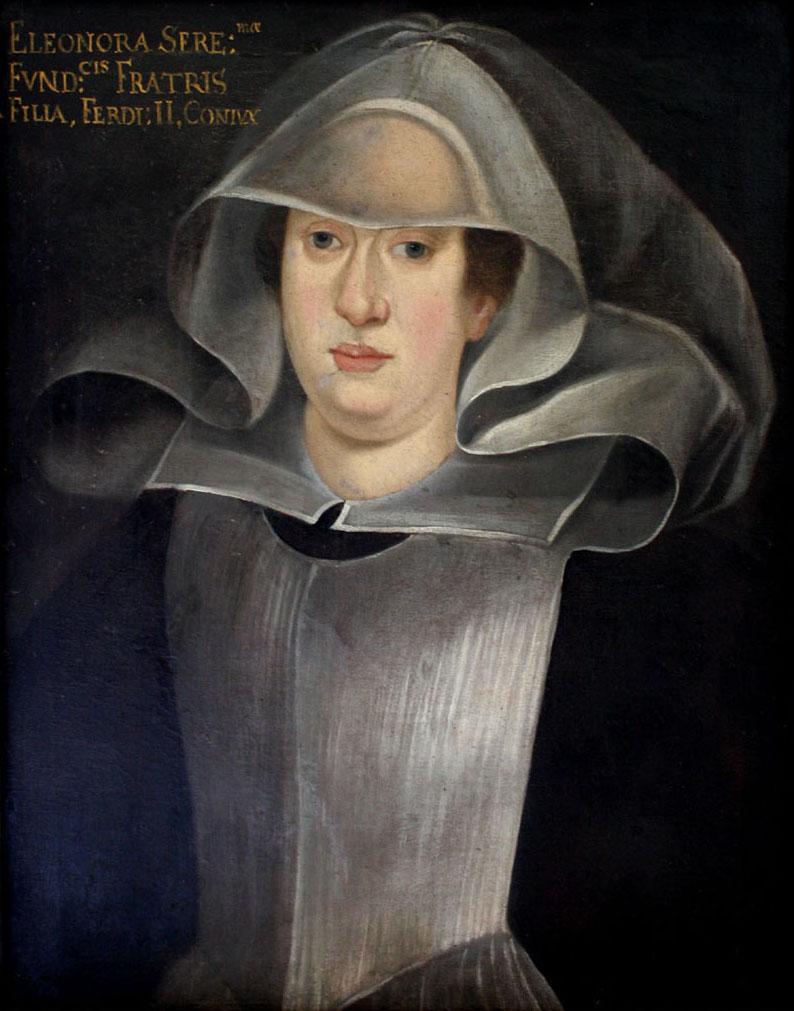
Портрет вдовствующей императрицы кисти неизвестного

15 февраля 1637 года умер император Фердинанд II. Овдовев, Элеонора поселилась в Грацском замке, недалеко от мавзолея супруга. В том же году она переехала в Вену и поселилась в основанном ею ранее монастыре босых кармелитов. По свидетельству современников, вдовствующая императрица вела благочестивый образ жизни. Часть своего времени она проводила в принадлежавших ей дворцах за пределами города, например, в Шёнбрунне, который был ею значительно благоустроен в духе итальянского барокко.
18 апреля 1637 года Элеоноре официально установили размер содержания, как вдовствующей императрице. После сумма пенсии неоднократно менялась. Полученные ею от мужа в течение жизни драгоценности, включая бриллиант с жемчугом, подаренный ей в день свадьбы, Элеонора вернула в сокровищницу дома Габсбургов.
Как и прежде, вдовствующая императрица вела активную переписку с итальянскими и австрийскими родственниками. Элеонора стала уполномоченным лицом Карла II, герцога Мантуи и Монферрато из Неверской линии дома Гонзага при заключении брачного контракта между его сестрой, будущей императрицей Элеонорой Младшей, и пасынком вдовствующей императрицы, императором Фердинандом III. Брачный контракт был подписан 8 февраля 1651 года.
В завещании, которое было составлено ею в 1651 году и в последний раз изменено незадолго до смерти, Элеонора назначила своей главной наследницей императрицу Элеонору Младшую. Кроме того ею были оставлены значительные суммы на поминальные богослужения и милостыню. Элеонора Анна Мария умерла в Вене 27 июня 1655 года и была похоронена в монастыре босых кармелитов. Сердце императрицы поместили в сосуд, который поставили рядом с гробницей мужа в его мавзолее. В 1782 году её останки перенесли в собор Святого Стефана в Вене.